# Francis Brunn
Pour les articles homonymes, voir Brunn.
Francis Brunn (15 novembre 1922 - 28 mai 2004) était un jongleur remarquable. Il est né à Aschaffenbourg en Allemagne, puis a emménagé à New York après la Seconde Guerre mondiale.
Il a commencé à jongler en 1939, rejoignant un spectacle ambulant donné partout en Europe. Puis il est allé rejoindre le cirque Ringling Brothers aux États-Unis et a joué deux fois devant le président Eisenhower. Il s’est retiré du monde de la jonglerie en 1994.
Bien qu’il semble avoir été le premier artiste à jongler avec 10 anneaux, il était davantage connu pour ses routines simples à une seule balle qui demandent une grande maitrise.
Il est le frère des autres artistes de cirque Lottie Brunn et Ernest Montego.